# Mekseb Debesay
Mekseb Debesay Abrha (Asmara, 16 juni 1991) is een Eritrees voormalig wielrenner die tussen 2019 en 2021 reed voor Bike Aid. Hij is de broer van wielrenners Ferekalsi, Kindishih en Mosana Debesay. 
In 2014 won hij het eindklassement van de UCI Africa Tour.

## Overwinningen
2011
5e etappe Ronde van Eritrea
2012
5e etappe Ronde van Eritrea
2013
1e etappe Fenkel Northern Redsea
Eind- en jongerenklassement Ronde van Eritrea
2014
4e etappe Ronde van Algerije
Eind- en puntenklassement Ronde van Algerije
3e etappe Ronde van Sétif
Puntenklassement Ronde van Sétif
4e etappe GP Chantal Biya
Eind- en jongerenklassement GP Chantal Biya
1e en 6e etappe Ronde van Rwanda
Bergklassement Ronde van Rwanda
Eindklassement UCI Africa Tour
2015
 Afrikaans kampioen ploegentijdrijden, Elite
1e etappe Ronde van Blida
Eind- en puntenklassement Ronde van Blida
Criterium van Sétif
3e etappe Ronde van Sétif
8e etappe Ronde van Burkina Faso
1e en 4e etappe Ronde van Rwanda
2017
4e etappe Ronde van Langkawi
 Eritrees kampioen tijdrijden, Elite
2018
 Afrikaans kampioen ploegentijdrijden, Elite
 Afrikaans kampioen tijdrijden, Elite
2019
 Afrikaans kampioen ploegentijdrijden, Elite
 Afrikaans kampioen op de weg, Elite

## Resultaten in voornaamste wedstrijden
| Jaar | Luik-Bast.‑Luik | Ronde van Lombardije | Gent-Wevelgem |  | WK op de weg |  | Wereldranglijsten |
| ---- | --------------- | -------------------- | ------------- |  | ------------ |  | ----------------- |
| 2014 |                 |                      |               |  | opgave       |  |                   |
| 2015 |                 |                      |               |  | opgave       |  |                   |
| 2016 |                 |                      | opgave        |  | opgave       |  |                   |
| 2017 | opgave          | 84e                  |               |  | opgave       |  | 225e (UWT)        |
| 2018 |                 |                      |               |  |              |  |                   |
| 2019 |                 |                      |               |  | opgave       |  |                   |

## Ploegen
- 2014 –  Bike Aid-Ride for Help (vanaf 16-6)
- 2015 –  Bike Aid
- 2016 –  Team Dimension Data
- 2017 –  Team Dimension Data
- 2018 –  Team Dimension Data
- 2019 –  Bike Aid
- 2020 –  Bike Aid
- 2021 –  Bike Aid

Akanga · Bichlmann · Craven · Debesay · Dörle · Fritz · Hantzsch · Hümbert · Keunecke · Lechner · Mayer · Meron · Pria · Schäfer · Schnapka · Stockhausen · Wills · Wolf · Carstensen (stagiair) · Exner (stagiair)
Antón · Berhane · Boasson Hagen · Bos · Brammeier · Cavendish · Cummings · Debesay · Dougall · Eisel · Farrar · Fraile · Haas · J.Janse van Rensburg · R.Janse van Rensburg · Jim · Kudus · Meyer · Niyonshuti · Pauwels · Reguigui · Renshaw · Sbaragli · Siwtsow · Teklehaimanot · Thomson · Venter · van Zyl · Eyob (stagiair) · Gebreigzabhier (stagiair) · Gibbons (stagiair)
Antón · Berhane · Boasson Hagen · Cavendish · Cummings · Debesay · Dougall · Eisel · Farrar · Fraile · Gibbons · Haas · J. Janse van Rensburg · R. Janse van Rensburg · King · Kudus · Morton · Niyonshuti · O'Connor · Pauwels · Reguigui · Renshaw · Sbaragli · Teklehaimanot · Thomson · Thwaites · Venter · van Zyl · Dlamini (stagiair) · Eyob (stagiair) · Gebreigzabhier (stagiair)
Antón · Berhane · Boasson Hagen · Cavendish · Cummings · Davies · Debesay · Dlamini · Dougall · Eisel · Gebreigzabhier · Gibbons · J. Janse van Rensburg · R. Janse van Rensburg · King · Kudus · Meintjes · Morton · O'Connor · Pauwels · Renshaw · Slagter · Thomson · Thwaites · Venter · Vermote · van Zyl